# Eazy-E
Pour les articles homonymes, voir Eric Wright (écrivain) et Wright.
Eric Wright, dit Eazy-E, est un rappeur américain, né le 7 septembre 1964 à Compton (Californie) et mort le 26 mars 1995 à Los Angeles. 
Membre et fondateur du groupe N.W.A, il est parfois considéré comme l'un des plus grands rappeurs de tous les temps. Il est également l'un des pères fondateurs du gangsta rap, ayant créé Ruthless Records, premier label spécialisé dans ce genre musical.
Wright a eu plusieurs problèmes juridiques avant de fonder Ruthless Records en 1987. Après une courte carrière solo avec une collaboration fréquente avec Ice Cube et Dr. Dre, ils se sont joints, formant N.W.A, plus tard cette année-là. Le premier album studio de N.W.A, Straight Outta Compton, est sorti en 1988. Controversé à sa sortie, il est maintenant classé parmi les albums les plus grands et les plus influents de tous les temps.
Le groupe sort son troisième et dernier album studio, Niggaz4Life, en 1991, et peu de temps après, il se sépare. Pendant l’éclatement de N.W.A, en grande partie à cause de différends sur l’argent, Eazy-E s’est retrouvé mêlé à d’âpres rivalités avec d’autres membres du groupe, Ice Cube et Dr. Dre, qui étaient partis pour des carrières solo en 1989 et 1991, respectivement.
Reprenant sa carrière solo, Eazy-E sort deux EP. Pourtant, il est resté plus important dans les coulisses, signant et lançant à l’échelle nationale le groupe de rap Bone Thugs-N-Harmony de 1993 à 1994. En 1995, Eazy-E a été soudainement hospitalisé et diagnostiqué du sida. Il est décédé des suites de ses complications.

## Biographie
Fils de Richard et Kathie Wright, Eric Lynn Wright naît le 7 septembre 1964 à Compton, une ville de la banlieue sud de Los Angeles, connue pour ses gangs et ses activités criminelles,. Son père est facteur et sa mère directrice d'école. Wright quitte l'école en dixième année (l'équivalent de la seconde, en France) mais obtient quand même plus tard son General Educational Development (GED). Eric a perdu sa virginité à 12 ans, à l'âge de 13 ans il traînait dans la rue et c'est à ce moment-là qu'il a pris le surnom d'Eazy-E. Il a rejoint les Kelly Park Compton Crips et s'est mis à vendre de la drogue tout comme son cousin qui vendait principalement de la marijuana. Il passait son temps dans le garage de ses parents à enregistrer des chansons. Il a eu son premier enfant à l'âge de 14 ans.
Wright subvient à ses besoins en dealant, une activité que son cousin lui a appris. Son futur manager, Jerry Heller, avoue avoir vu Wright vendre de la marijuana, mais jamais de la cocaïne. Comme Heller le note dans son ouvrage Ruthless: A Memoir, ce statut de dealer attribué à Wright faisait partie de son « armure protectrice ». Wright était également considéré comme un « voyou ». Heller explique que : « Le quartier dans lequel il a grandi était dangereux. Il n'était pas très costaud. Voyou c'était un rôle qu'on connaissait ; ça donnait un certain niveau de protection dans le sens où les gens hésitaient à vous chercher des emmerdes. Mais dealer c'était un rôle qui donnait un certain privilège ainsi que du respect ».
Personne ne survivait dans la rue sans masque de protection. Personne n'a survécu à poil. Il fallait avoir un rôle. Il fallait être "voyou", "drageur", "athlète", "gangster" ou "dealer". Sinon, il ne vous restait plus qu'un rôle : "victime".
En 1986, à l'âge de 22 ans, Wright compte 250 000 $ de gains issus de ses ventes de drogue. Cependant, après l'assassinat de son cousin, il décide de se reconvertir dans la scène hip-hop de Los Angeles, un genre qui grimpe à cette période rapidement en popularité. Au milieu des années 1980, il commence à faire des enregistrements dans le garage de ses parents.
L'idée de fonder Ruthless Records émerge lorsque Andre Young (Dr. Dre) lui propose de monter un label et de se lancer dans la musique avec lui. Wright trouve le nom du label, loue un studio d'enregistrement mais, faute d'artistes, Dre lui suggère alors d'enregistrer les morceaux écrits par Ice Cube. En premier lieu il refuse, rétorquant qu'il n'est pas rappeur, puis se laisse finalement convaincre. Il fait presser les disques avec l'argent qu'il récolte en dealant puis rencontre un manager en perte de vitesse, Jerry Heller. Ils montent une société et il est décidé que Wright empocherait 80 % des revenus de celle-ci, et Heller 20 %. Selon Heller, il aurait dit à Wright que « chaque dollar revient à Ruthless, je prends 20 %. C'est la base pour un manager de mon calibre. Je prends 20 % et tu prends 80 %. Je gère mes dépenses, et toi tu gères les tiennes. La société t'appartient. Je travaille pour toi. » Avec Heller, Wright investit la majeure partie de son argent pour Ruthless Records. Heller déclare avoir d'abord investi 250 000 $ et jusqu'à un million pour la société.

### N.W.A etEazy-Duz-It(1987–1991)
N.W.A se forme lorsque les membres de Ruthless Dr. Dre et Ice Cube écrivent le titre Boyz-n-the-Hood. Le groupe se compose alors de Wright, Dr. Dre, Ice Cube et Arabian Prince. MC Ren et DJ Yella les rejoignent ensuite. La compilation N.W.A and the Posse, publiée le 6 novembre 1987, est certifiée disque d'or aux États-Unis,. L'album fait participer N.W.A en collaboration avec Fila Fresh Crew, un groupe de rap West Coast originaire de Dallas (Texas),. Heller qui est également devenu manager de N.W.A, leur permet de signer un contrat avec le label Priority Records.
Le premier LP solo d'Eazy-E, Eazy-Duz-It, est publié le 16 novembre 1988, et contient douze titres. Il est orienté rap West Coast, gangsta rap et golden age hip-hop. Il est écoulé à plus de 2,5 millions d'exemplaires aux États-Unis et atteint la 41e place du Billboard 200,. L'album est produit par Dr. Dre et DJ Yella, et composé par MC Ren, Ice Cube et The D.O.C.. Glen Boyd du Seattle Post-Intelligencer et Jon Wiederhorn de MTV citent Eazy-Duz-It comme étant le disque qui a « ouvert la voie » à l'album le plus controversé de N.W.A, Straight Outta Compton,. Le seul solo de Wright issu de l'album Straight Outta Compton est un remix du titre 8 Ball, qui est d'abord inclus dans N.W.A and the Posse. Il pose sur huit chansons et participe à quatre autres morceaux.
Après la publication de Straight Outta Compton, Ice Cube quitte le groupe à cause de divergences financières. N.W.A publie 100 Miles and Runnin' en 1990 et Niggaz4Life en 1991. Une guerre des mots est lancée entre N.W.A et Ice Cube à la publication de 100 Miles and Runnin' et Real Niggaz. Ice Cube répond avec le titre No Vaseline sur son album Death Certificate. Wright pose sur sept chansons de l'album Niggaz4Life.
En mars 1991, Wright accepte une invitation qui lui avait été envoyée par erreur à un diner au Republican Senatorial Inner Circle, organisé par le président George H. W. Bush. Un porte-parole du rappeur explique qu'Eazy-E a soutenu Bush pour sa participation à la guerre du Golfe.

### Fin de N.W.A et rivalité avec Dr. Dre (1991–1994)
N.W.A commence à se séparer lorsque les autres membres du groupe comprennent que Jerry Heller a privilégié Eazy-E à leur détriment et qu'en fait la société lui appartient. Dr. Dre explique que : « La séparation s'est faite quand nous avons ouvert les yeux. Heller a joué à diviser pour mieux régner. Plutôt que de veiller sur tout le monde, il a choisi de veiller sur un seul gars, et c'était Eazy. Et Eazy était genre : "On s'occupe de moi, j'm'en fous" ». Dre, suspicieux, demande à Suge Knight de faire vérifier ses contrats et de surveiller la situation financière d'Eazy. Dre intime alors l'ordre à Eazy de rompre son contrat avec Ruthless Records, ce qu'il refuse. Après ce refus, Knight dit à Eazy qu'il retient Heller prisonnier dans un van. Cela ne le convainc pas de rompre le contrat avec Dre, et Knight décide alors de menacer sa famille. Il lui montre un morceau de papier sur lequel est écrit l'adresse où réside sa mère. Selon certaines rumeurs, après avoir été passé à tabac par Knight et ses sbires, Eazy rompt finalement le contrat de Dre, mettant ainsi un terme à N.W.A.
La rivalité avec Dr. Dre se poursuit lorsque celui-ci publie The Chronic en collaboration avec Snoop Doggy Dogg contenant des paroles insultant Eazy-E, notamment dans la diss track Fuck wit Dre Day (and Everybody's Celebratin'). Eazy répond avec l'EP, It's On (Dr. Dre) 187um Killa, avec les titres Real Muthaphuckkin G's et It's On. L'album est publié le 25 octobre 1993. Il contient des photos de Dre maquillé et portant des vêtements en dentelles qui datent de l'époque où il était membre du groupe Électro-hop World Class Wreckin' Cru, ces images seront réutilisées par Eazy dans le but d'humilier Dr. Dre dans ses deux diss tracks.
Vie privée
Wright a eu un fils, Eric Darnell Wright (connu sous le nom de Lil Eazy-E), en 1984. Il a également eu une fille nommée Erin, qui a changé son nom en Ebie. En octobre 2016, Ebie a lancé une campagne de financement participatif pour produire un film intitulé Ruthless Scandal: No More Lies pour enquêter sur la mort de son père. Il s'est terminé sans succès en décembre 2016. Wright a rencontré Tomica Woods dans une boîte de nuit de Los Angeles en 1991 et ils se sont mariés en 1995, 12 jours avant sa mort. Ils ont eu un fils nommé Dominick et une fille nommée Daijah (née six mois après la mort de Wright). Après la mort de Wright, Ruthless a été repris par sa femme. Selon Jerry Heller, Wright a eu 11 enfants avec huit femmes.

### Décès et funérailles
Le 24 février 1995, Wright est admis au Cedars-Sinai Medical Center de Los Angeles pour ce qu'il pense être une pneumonie car il toussait déjà depuis un certain temps. Il annonce sa maladie (VIH) dans un communiqué le 16 mars. Wright perd sa virginité à l'âge de douze ans, et son comportement à risques couplé à son addiction sexuelle le mène à devenir officiellement géniteur de neuf enfants nés de sept femmes différentes (dont sa dernière épouse), mais en réalité certainement de beaucoup plus officieusement,,. Il s'est marié douze jours avant sa mort avec Tomica Woods qui était alors enceinte de leur deuxième enfant. Après sa mort, des tests ADN pratiqués sur sa fille et son père aident à révéler qu'il est le père de trois autres enfants, ce qui fait donc un total officiel de douze enfants.
La semaine du 20 mars, il rédige un dernier message à ses fans. Eazy-E succombe à des complications liées au SIDA seulement un mois après son diagnostic, le 26 mars 1995, à approximativement 18 h 35 PST. Il était âgé de 30 ans même si officiellement il en avait 31 en raison de la falsification de sa date de naissance. Il est enterré au Rose Hills Memorial Park de Whittier, en Californie,.
Le dernier album d'Eazy-E, Str8 off tha Streetz of Muthaphukkin Compton est publié à titre posthume dix mois après sa mort. MC Ren ne se rend pas aux obsèques car il préfère se rappeler des bons moments passés avec son ami. Quelque temps plus tard, DJ Yella sort la compilation Eternal E. Ses funérailles rassemblent plus de 3 000 personnes. Le 1er février 2011, Dr. Dre lui rend hommage dans les dernières secondes du clip du titre I Need a Doctor en se recueillant sur sa tombe.
Selon son fils Lil Eazy-E, sa fortune s’élevait à environ 50 millions de dollars au moment de sa mort.

## Héritage
Eazy-E est surnommé le « parrain du gangsta rap »,,,. Le journaliste Reid Shaheem de MTV a déclaré qu'Eazy était un « pionnier du rap », et il est parfois cité par les critiques comme une légende. Steve Huey d'AllMusic a déclaré qu'il était « l'une des figures les plus controversées du gangsta rap ». Depuis sa mort en 1995, de nombreuses biographies de livres et de vidéos ont été produites, dont The Day Eazy-E Died et Dead and Gone en 2002.
Lorsque Eazy a été diagnostiqué positif au virus du sida, de nombreux magazines comme Jet, Vibe, Billboard, The Crisis et Newsweek ont couvert l'histoire et publié des informations sur le sujet. Tous ses albums studio et EP figuraient sur le Billboard 200, et plusieurs de ses singles - Eazy-Duz-It, We Want Eazy, Real Muthaphuckkin G's et Just tah Let U Know - sont également dans les charts aux États-Unis.

## Culture populaire et postérité

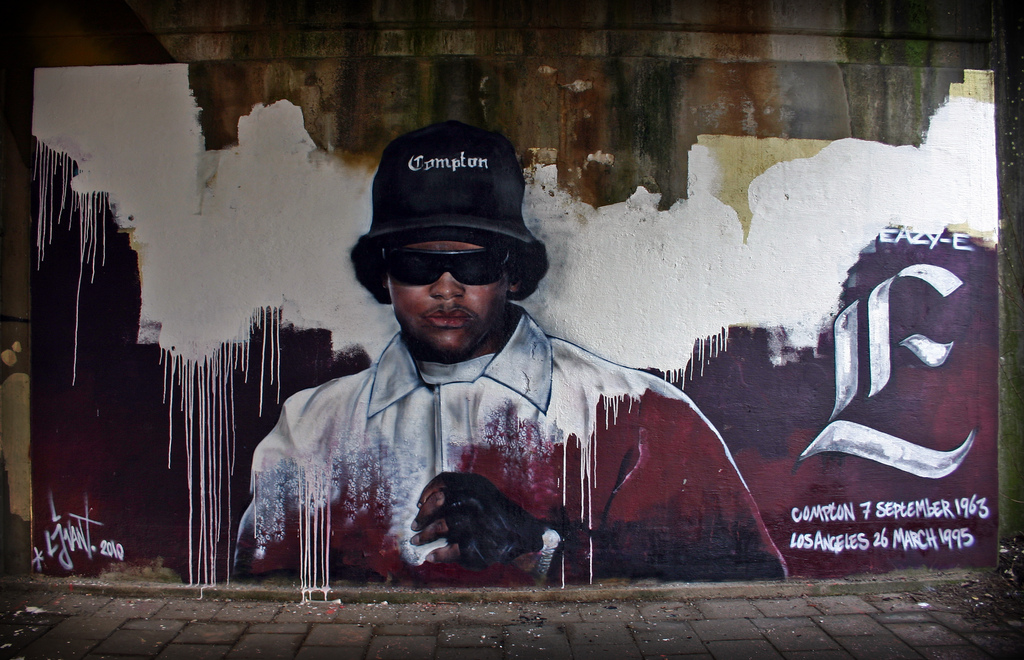
Graffiti en mémoire d'Eazy-E à Leeuwarden (Pays-Bas).

En 2004, son titre Eazy-er Said Than Dunn fait partie de la bande-son de la Radio Los Santos dans le jeu vidéo Grand Theft Auto: San Andreas ainsi que quelques chansons de son groupe N.W.A. Dans ce même jeu, il prête son visage au personnage nommé Ryder.
En 2006, son fils aîné, Lil Eazy-E (pseudonyme choisi en hommage à son père) suit les traces de son père et prévoit de racheter les droits du label d'Eazy-E, Ruthless Records. Lil Eazy-E est aujourd'hui reconnu dans le milieu du gangsta rap.
En 2013, Eazy-E apparaît sous forme d'hologramme au festival Rock The Bells de San Bernardino en Californie. Il est accompagné sur scène du collectif Bone Thugs-n-Harmony. Ils interprètent Straight Outta Compton, Boyz-n-the-Hood et Foe Tha Love of $.
En 2015, il est incarné par Jason Mitchell dans le film NWA: Straight Outta Compton de F. Gary Gray co-produit par sa veuve Tomica Woods-Wright, Dr. Dre et Ice Cube, dans lequel il est confirmé qu'il n'écrivait pas les textes de ses morceaux au sein de N.W.A.
Le producteur historique de Eazy-E et du groupe N.W.A, Jerry Heller, meurt d'une crise cardiaque au volant de sa voiture, le 2 septembre 2016, à l'âge de 75 ans.
Un petit podcast a été diffusé en 2021 sur France Inter à l'occasion des 25 ans de son décèset un documentaire avec série est sortie sur lui en été 2021 également, celui-ci étant axé lui sur sa mort mystérieuse due au 'Vih' en mars 1995.

## Discographie

### Albums studio
- 1988 : Eazy-Duz-It
- 1996 : Str8 off tha Streetz of Muthaphukkin Compton

### EPs
- 1992 : 5150: Home 4 tha Sick
- 1993 : It's On (Dr. Dre) 187um Killa
- 2002 : Impact of a Legend

### Compilations
- 1987 : N.W.A. and the Posse
- 1990 : 100 Miles and Runnin'
- 1995 : Eternal E
- 2007 : Featuring...Eazy-E
- 2010 : Tri-Pack

### Avec N.W.A
- 1988 : Straight Outta Compton
- 1991 : Niggaz4Life